# Middelburg, Mpumalanga
Middelburg, Mpumalanga este un oraș din Africa de Sud.